# حق القراءة
حق القراءة (بالإنجليزية: The Right to Read)‏، هي قصة قصيرة من تأليف ريتشارد ستالمان مؤسس مؤسسة البرمجيات الحرة. وهي قصة تحذيرية تجري أحداثها في المستقبل عندما تقوم التقنيات المشابهة لإدارة الحقوق الرقمية (بالإنجليزية: DRM)‏ بفرض تقييدات على قراء الكتب الإلكترونية، مثل جعل عملية تبادل ومشاركة الكتب والمواد المقروءة جريمة تعاقب بالسجن.
القصة تناقش هذا الأمر خصوصاً بلمس تأثير مثل هذه الأنظمة على احتياجات طلاب الجامعات، يسرد فيها عن واحد من هؤلاء الطلاب الذي دخل في معضلة فحواها هي أنه يجب أن يقرر هل سيعطي حاسوبه لزميلته التي قد تدخل عن قصد أو غير قصد للمستندات التي اشتراها من أجل دراسته مثل الكتب.
من الملحوظ أن القصة قد كتبت قبل أنتشار استخدام تقنية إدارة الحقوق الرقمية (بالرغم من أن أقراص أفلام دي في دي التي استخدمت هذه التقنية قد ظهرت قبل سنة من كتابة القصة، والعديد من البرامج التجارية منذ السبعينات كانت تستخدم العديد من أشكال حماية النسخ)، والتنبؤ بالمحاولات اللاحقة المبنية على عتاد الحاسوب لتقييد كيفية استخدام المستخدمين للمحتوى الرقمي، مثل الحوسبة الموثوقة (بالإنجليزية: Trusted Computing)‏. كذلك في عام 2005 أعلن مخزن بيع كتب جامعة برنستون (غير مرتبط مع الجامعة نفسها) أنهم يخططون لعرض كتب إلكترونية تتحكم بها تقنية إدارة الحقوق الرقمية، مقيدةً بهذا قراءة تلك الكتب في الحاسوب الذي تم تحميلها عليه بالإضافة إلى انتهاء مفعولها بعد 12 شهراً من شرائها.

## روابط خارجية
- (بالإنجليزية) The Right to Read، القصة القصيرة على موقع مشروع جنو.
- (بالعربية) حق القراءة، الترجمة العربية للقصة القصيرة على موقع مشروع جنو.